# Албанија на Светском првенству у атлетици у дворани 2022.
Албанија је учествовала на 18. Светском првенству у атлетици у дворани 2022. одржаном у Београду од 18. до 20. марта десети пут. Репрезентацију Албаније представљала је једна атлетичарка, која се такмичила у трци на 3.000 метара.,
Представница Албаније Љуиза Гега, није освојила ниједну медаљу, нити је остварила неки резултат.

## Учесници
Жене:
- Љуиза Гега — 3.000 м

## Резултати

### Жене
| Атлетичарка | Дисциплина | Лични рекорд | Квалификација | Квалификација | Финале   | Финале  | Детаљи |
| Атлетичарка | Дисциплина | Лични рекорд | Резултат      | Место         | Резултат | Место   | Детаљи |
| ----------- | ---------- | ------------ | ------------- | ------------- | -------- | ------- | ------ |
| Љуиза Гега  | 3.000 м    | 8:44,46 НР   |               |               | 8:50,91  | 13 / 20 |        |